# حقي كويلو
حقّي كويْلو (بالتركية: Hakkı Köylü)‏, (ولد: يوليو 1948, ناحية «تشورْباجي» التابعة لقضاء «دورة قاني (دولتْ خانة)» في قسْطَمونو، تركيا) سياسي تركي. ونائب حالي وسابق في البرلمان التركي لأكثر من دورة ممثلا عن حزب العدالة والتنمية.